# Augusto De Luca

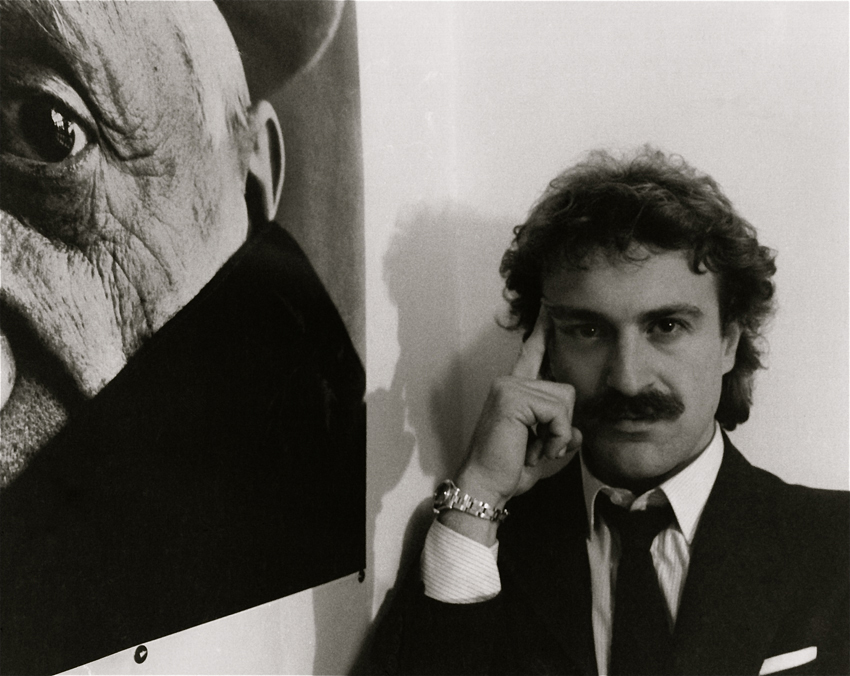
Porträtt (1986)

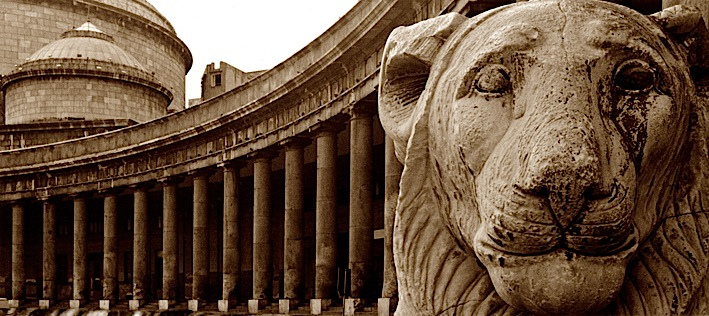
Augusto De Luca: Neapel

Augusto De Luca, född 1955 i Neapel, är en italiensk fotograf, mest känd för sina porträtt av berömda personer, skådespelare, musiker, politiker, konstnärer.

## Bibliografi

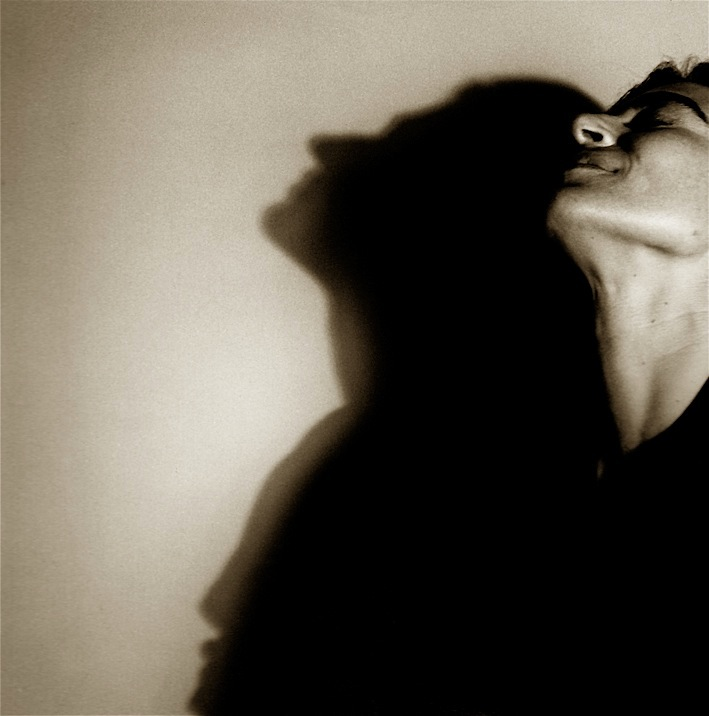
Augusto De Luca - Porträtt Lina Sastri (skådespelerska)

## Utställningar
Museo di villa Pignatelli (Neapel) – Palazzo Taverna (Rom) – Galleria Ken Damy (Brescia) – Italiens deputeradekammare (Rom) – Studio Trisorio (Neapel) – Galleria Civica (Modena) – Galleria Lotti (Bologna) – Galleria San Fedele (Milano) – Archiginnasio (Bologna) – Palazzo Dugnani (Milano) – Villa Strozzi (Florens) – Palazzo Braschi, Museo di Roma (Rom) – Galleria Nuova Fotografia (Treviso) – Istituto Italiano di Cultura (Lille, Frankrike) – Palazzo Lanfranchi (Pisa) – Expo Arte 1985 (Bari) – Palazzo Sforzesco (Milano) – Galleria Dry Photo (Prato) – Italian Culture Institute (New York) – China National Gallery of Aesthetic Arts (Peking) – Museo Italo Americano di San Francisco (USA) - Galleria Diaframma (Milano) – Galleria Hasselblad (Göteborg, Sverige) – ANFA (Barcelona, Spanien) – Galleria Fotografia Oltre (Chiasso, Schweiz) – FNAC (Lyon, Frankrike) – Galleria Vrais Reves (Lyon, Frankrike) – Italian Cultural Society (Sacramento, Kalifornien) – Galleria Camara Oscura (Logrono, Spanien) – Forum Ezposition (Bonlieu Annecy, Frankrike) – Museo Ancien (Grignan, Frankrike) – Ecole des Beaux Arts (Tourcoing, Frankrike) – ARTEDER 1982 (Bilbao, Spanien) – Journees Internacionales de la Photographie (Montpellier, Frankrike) – Galerie Divergence (Ayeneux Soumagne, Frankrike) – Rencontres Internationales de la Photographie 1984 (Arles, Frankrike) - Dept.of Art of the University of Tennessee (Chattanooga, USA) – Maison des Arts (Laon, Frankrike) – Biennale Internazionale di Fotografia 1985 (Belgrad, Serbien) – Festival d'Animation Audiovisuelle 1986 (Saint Marcellin, Isere , Frankrike) – Musee d’Art Modern (Liège, Belgien)